# Veľká Lodina
Veľká Lodina – wieś (obec) na Słowacji położona w kraju koszyckim, w powiecie Koszyce-okolice. Pierwsze wzmianki o miejscowości pochodzą z roku 1423. 
Według danych z dnia 31 grudnia 2012, wieś zamieszkiwało 265 osób, w tym 134 kobiety i 131 mężczyzn.
W 2001 roku pod względem narodowości i przynależności etnicznej 87,55% mieszkańców stanowili Słowacy, a 12,45% Romowie.
Ze względu na wyznawaną religię struktura mieszkańców kształtowała się w 2001 roku następująco:
- Katolicy rzymscy – 95,85%
- Grekokatolicy – 0,41%
- Ewangelicy – 0,41%
- Ateiści – 1,24%
- Nie podano – 2,07%